# Чудотворная икона

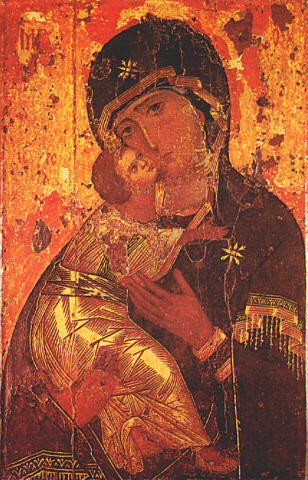
Владимирская икона, одна из наиболее почитаемых чудотворных икон в России

Чудотворная икона — в Православной и Католической церквях иконописное изображение, почитаемое как источник чудес различного характера (чаще всего исцелений, помощи на войне, при пожаре).

## Богословское обоснование

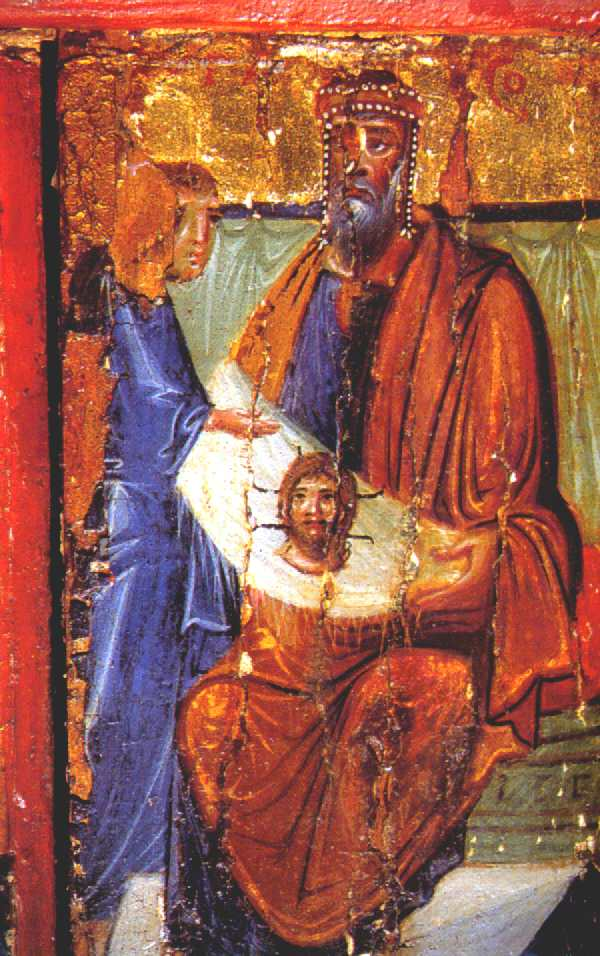
Авгарь получает Нерукотворный Образ от апостола Фаддея
(икона X века из монастыря Святой Екатерины)

Источником чудесных действий, по мнению Церкви, является благодать Божия, действующая через икону. В Православной церкви почитается около 1000 икон, прославившихся таким образом. В основном это иконы Богородицы.
Предание считает первой чудотворной иконой Мандилион (Спас Нерукотворный) — плат с изображением Иисуса Христа, которое появилось на нём, после того как он отёр им своё лицо. Плат был послан эдесскому царю Авгарю, который исцелился через него от проказы. В православной традиции, по преданию, первым иконописцем был евангелист Лука, который, написав икону Богородицы, принёс её Деве Марии, и та сказала: «Благодать Родившегося от Меня и Моя милость с сими иконами да будут».
В христианском понимании в чуде «побеждается естества чин; установленный Богом порядок Им же нарушается для спасения человека. Бог может творить чудеса и помимо икон, так же как Он и „недостойными действует“, как творит чудеса и силами природы». По этой причине чудотворение иконы понимается как её внешнее и временное проявление и иконы пишутся не на основе чудотворных образцов, а «по образу, и по подобию, и по существу, смотря на образы древних живописцев и знаменовати с добрых образцов».

## Признание иконы чудотворной
Основанием для почитания того или иного образа чудотворным является удостоверенные духовными властями случаи чудесной помощи по молитвам перед иконой. В период преобразований Петра I был издан ряд указов по борьбе со стихийным почитанием чудотворных икон. Указом 21 февраля 1722 года было установлено отобрать чудотворные иконы из частных домов в соборные церкви и монастыри. Этот указ определил дальнейшую судьбу чудотворных икон и разделил почитание икон на разрешённое и недозволенное:

поклонение старым, давно известным и почитаемым чудотворным иконам, находившимся в храмах и монастырях, разрешалось и считалось нормальным, а почитание ранее неизвестных икон, особенно возникавшее в частных домах, пресекалось и запрещалось.

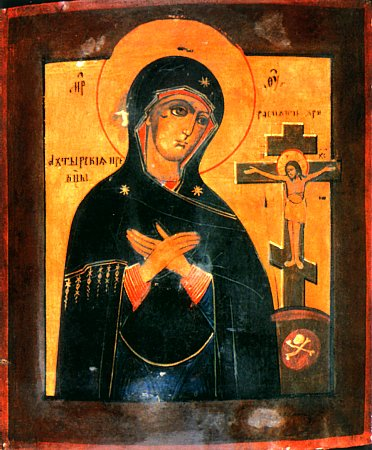
Ахтырская икона (была обретена на огороде в 1739 году и, несмотря на это, в 1751 году была признана Синодом чудотворной)

Несмотря на это, в синодальный период были объявлены чудотворными ряд икон (например, Ахтырская икона Божией Матери (середина XVIII века), Косинская (Моденская) икона (середина XIX века)). Отмечают, что для такого признания была важна степень церковности почитания иконы. Если она происходила из крестьянского дома или была найдена в лесу, в поле или у реки, то её почитание пресекалось; напротив, у икон из храма было больше шансов получить статус святыни. Относительно икон, самостоятельно, без санкции духовных властей, объявленных чудотворными, богослов, протоиерей Евгений Попов писал: «Тот, кто выдаёт простую икону за чудодейственную (с полным сознанием или только увлекаясь суеверием), принимает на себя тяжкую вину. <…> следуй на этот раз удостоверению и примеру самой Церкви, а не уверению тех, в доме которых была бы или ещё остаётся икона, расславляемая чудотворною!».
До 1917 года в России существовал особый порядок освидетельствования икон, про которые поступали сообщения о чудотворениях (в частности, о мироточении). В соответствии с этим порядком икона

…опечатывалась, помещалась в алтарь, при освидетельствовании было обязательным наличие протокола, не менее трех свидетелей, один из них должен быть в священном сане (желательно благочинный данного округа). Только так икону могли признать чудотворной.
В современной Русской православной церкви такой практики нет (хотя в отдельных случаях в епархиях проводятся комиссионные освидетельствования икон), и в большинстве случаев все местные святыни считаются достойными поклонения.

## Мироточение
Одной из распространённых форм чудес, связанных с иконами, является их мироточение — появление маслянистой влаги (так называемое миро) на поверхности иконы. Оно представляет собой светлое, маслянистого вида вещество, испускающее благоухание (в отдельных случаях сообщается о появлении жидкости тёмного или красного цвета — т. н. кровоточение иконы). Различные случаи мироточения отличаются друг от друга по виду, цвету и консистенции появляющейся жидкости. Она может быть густой и тягучей, как смола, или напоминать росу (в данном случае мироточение иногда называют елеоточением или росоточением).

## Иконы, почитаемые в Русской православной церкви как чудотворные
- Волоколамская икона Божией Матери — дар опричника Малюты Скуратова Иосифо-Волоколамскому монастырю в 1572 году
- Святославов крест — вырезанная из камня многочастная икона, представляющая собой скульптурную композицию с изображением Распятия Иисуса Христа и предстоящими в Георгиевском соборе города Юрьева-Польского
- Параскева Пятница (икона из Ильешей) — икона в Троицком соборе Александро-Невской лавры в Санкт-Петербурге
- Спас Борисоглебский — одна из самых больших русских икон, находится в городе Тутаеве
- Нил Столобенский (скульптура) — почитаемый как чудотворный образ конца XVIII века в Нило-Столобенской пустыни